# Mario Gruppioni
Mario Gruppioni (Bolonia, Italia, 13 de septiembre de 1901-19 de enero de 1939) fue un deportista italiano especialista en lucha grecorromana donde llegó a ser medallista de bronce olímpico en Los Ángeles 1932.

## Carrera deportiva
En los Juegos Olímpicos de 1932 celebrados en Los Ángeles ganó la medalla de bronce en lucha grecorromana estilo peso ligero-pesado, tras el luchador sueco Rudolf Svensson (oro) y el finlandés Onni Pellinen (plata).